# Is This Love (canção de Bob Marley & The Wailers)
"Is This Love" é um single de Bob Marley & The Wailers, lançado em seu álbum Kaya de 1978. A canção se tornou uma das mais conhecidas de Marley e fez parte da coletânea Legend.

## Vídeo musical
Um vídeo musical foi produzido, filmado no Keskidee Arts Center em Londres; no vídeo a supermodelo Naomi Campbell, então com 7 anos de idade, fez sua primeira aparição em público.